# La Chapelle-sur-Coise
La Chapelle-sur-Coise (La Chapella-sur-Coési en francoprovençal du Pays lyonnais) est une commune française, située dans le département du Rhône en région Auvergne-Rhône-Alpes.

## Géographie

### Climat
Pour des articles plus généraux, voir Climat d'Auvergne-Rhône-Alpes et Climat du Rhône.
En 2010, le climat de la commune est de type climat des marges montargnardes, selon une étude du Centre national de la recherche scientifique s'appuyant sur une série de données couvrant la période 1971-2000. En 2020, Météo-France publie une typologie des climats de la France métropolitaine dans laquelle la commune est exposée à un climat de montagne ou de marges de montagne et est dans la région climatique  Nord-est du Massif Central, caractérisée par une pluviométrie annuelle de 800 à 1 200 mm, bien répartie dans l’année. 
Pour la période 1971-2000, la température annuelle moyenne est de 9,5 °C, avec une amplitude thermique annuelle de 16,3 °C. Le cumul annuel moyen de précipitations est de 850 mm, avec 9,8 jours de précipitations en janvier et 7,2 jours en juillet. Pour la période 1991-2020, la température moyenne annuelle observée sur la station météorologique de Météo-France la plus proche, « Saint-Symphorien-C », sur la commune de Saint-Symphorien-sur-Coise à 4 km à vol d'oiseau, est de 10,5 °C et le cumul annuel moyen de précipitations est de 861,2 mm,. Pour l'avenir, les paramètres climatiques de la commune estimés pour 2050 selon différents scénarios d'émission de gaz à effet de serre sont consultables sur un site dédié publié par Météo-France en novembre 2022.

## Urbanisme

### Typologie
Au 1er janvier 2024, La Chapelle-sur-Coise est catégorisée commune rurale à habitat dispersé, selon la nouvelle grille communale de densité à sept niveaux définie par l'Insee en 2022.
Elle est située hors unité urbaine. Par ailleurs la commune fait partie de l'aire d'attraction de Lyon, dont elle est une commune de la couronne,. Cette aire, qui regroupe 397 communes, est catégorisée dans les aires de 700 000 habitants ou plus (hors Paris),.

### Occupation des sols
L'occupation des sols de la commune, telle qu'elle ressort de la base de données européenne d’occupation biophysique des sols Corine Land Cover (CLC), est marquée par l'importance des territoires agricoles (90,5 % en 2018), une proportion identique à celle de 1990 (90,5 %). La répartition détaillée en 2018 est la suivante : 
prairies (58,6 %), zones agricoles hétérogènes (31,9 %), forêts (9,5 %). L'évolution de l’occupation des sols de la commune et de ses infrastructures peut être observée sur les différentes représentations cartographiques du territoire : la carte de Cassini (XVIIIe siècle), la carte d'état-major (1820-1866) et les cartes ou photos aériennes de l'IGN pour la période actuelle (1950 à aujourd'hui).

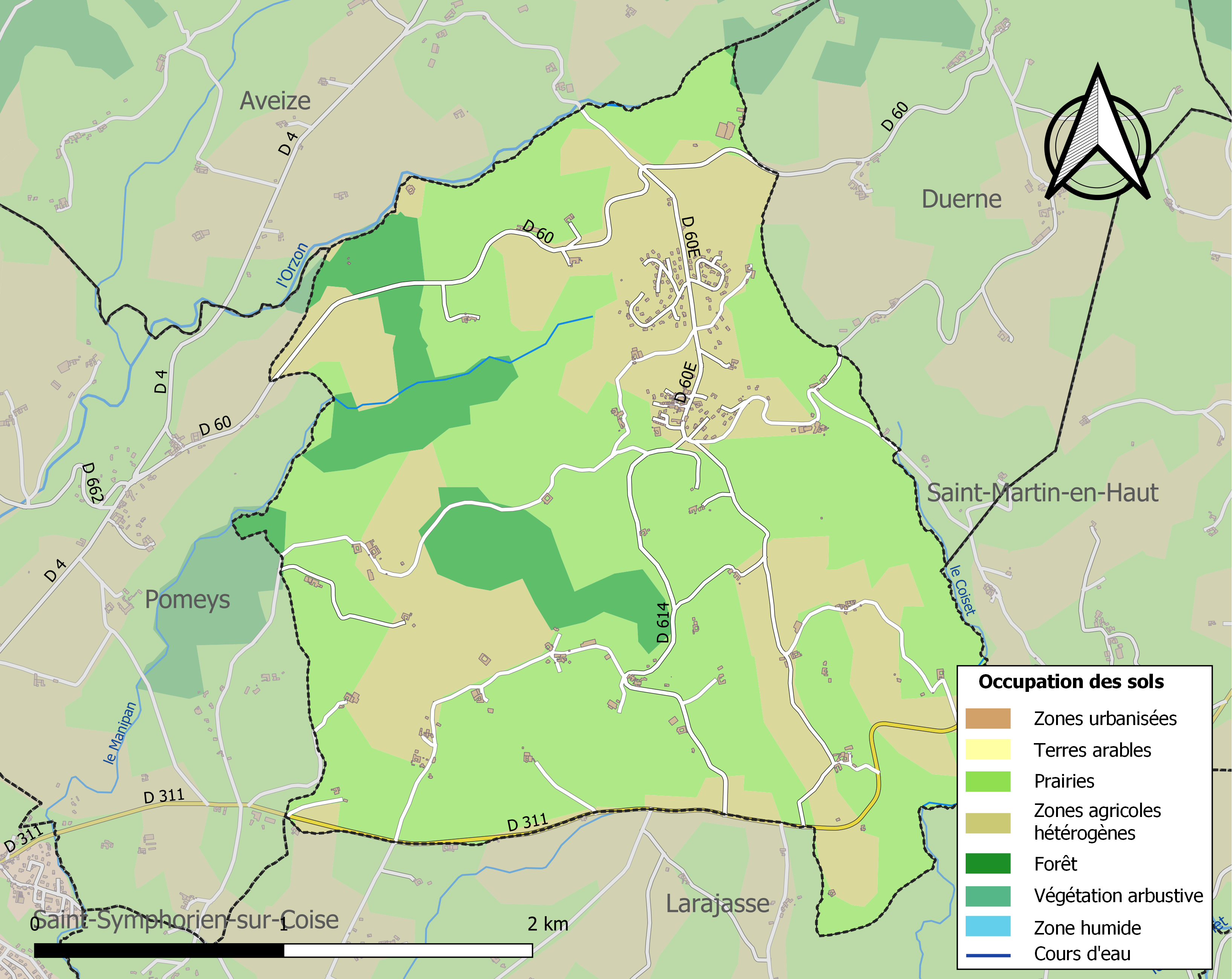
Carte des infrastructures et de l'occupation des sols de la commune en 2018 (CLC).

## Histoire
Au cours de la Révolution française, la commune porte provisoirement le nom de Vaudragon.

## Politique et administration

### Administration municipale
| Période                                  | Période      | Identité             | Étiquette | Qualité |
| ---------------------------------------- | ------------ | -------------------- | --------- | ------- |
| juin 1995                                | octobre 2012 | Raymond Pupier       | SE        |         |
| octobre 2012                             | en cours     | Christiane Bouteille |           |         |
| Les données manquantes sont à compléter. |              |                      |           |         |

### Intercommunalité
La commune fait partie de la communauté de communes des monts du Lyonnais.

## Population et société

### Démographie
L'évolution du nombre d'habitants est connue à travers les recensements de la population effectués dans la commune depuis 1793. Pour les communes de moins de 10 000 habitants, une enquête de recensement portant sur toute la population est réalisée tous les cinq ans, les populations de référence des années intermédiaires étant quant à elles estimées par interpolation ou extrapolation. Pour la commune, le premier recensement exhaustif entrant dans le cadre du nouveau dispositif a été réalisé en 2008.

En 2022, la commune comptait 566 habitants, en évolution de −2,08 % par rapport à 2016 (Rhône : +3,93 %, France hors Mayotte : +2,11 %).
| 1793 | 1800 | 1806 | 1821 | 1831 | 1836 | 1841 | 1846 | 1851 |
| ---- | ---- | ---- | ---- | ---- | ---- | ---- | ---- | ---- |
| 289  | 290  | 285  | 277  | 371  | 363  | 383  | 410  | 383  |

| 1856 | 1861 | 1866 | 1872 | 1876 | 1881 | 1886 | 1891 | 1896 |
| ---- | ---- | ---- | ---- | ---- | ---- | ---- | ---- | ---- |
| 368  | 420  | 394  | 365  | 363  | 384  | 420  | 409  | 392  |

| 1901 | 1906 | 1911 | 1921 | 1926 | 1931 | 1936 | 1946 | 1954 |
| ---- | ---- | ---- | ---- | ---- | ---- | ---- | ---- | ---- |
| 380  | 395  | 359  | 323  | 336  | 332  | 304  | 311  | 305  |

| 1962 | 1968 | 1975 | 1982 | 1990 | 1999 | 2006 | 2008 | 2013 |
| ---- | ---- | ---- | ---- | ---- | ---- | ---- | ---- | ---- |
| 282  | 244  | 243  | 294  | 313  | 382  | 484  | 513  | 565  |

| 2018 | 2022 | - | - | - | - | - | - | - |
| ---- | ---- | - | - | - | - | - | - | - |
| 568  | 566  | - | - | - | - | - | - | - |

### Manifestations culturelles et festivités
Chapelliades, randonnée pédestre des 4 terrons, fête de la musique, fête des classes, etc.

## Lieux et monuments

### La Madone
Il s'agit d'une statue de la Vierge Marie, haute d'environ 2,50 m, dressée sur une immense colonne. Son accès se fait uniquement à pied car elle se trouve dans un bois, en face de l'église, à côté du cimetière. Cette Madone a été construite et érigée par Pierre Villard (1851-1925) dans les années 1870. Il est gravé au pied de la colonne : « Ô Marie conçue sans pécher, priez pour nous qui avons recours à vous. Ave Maria. »

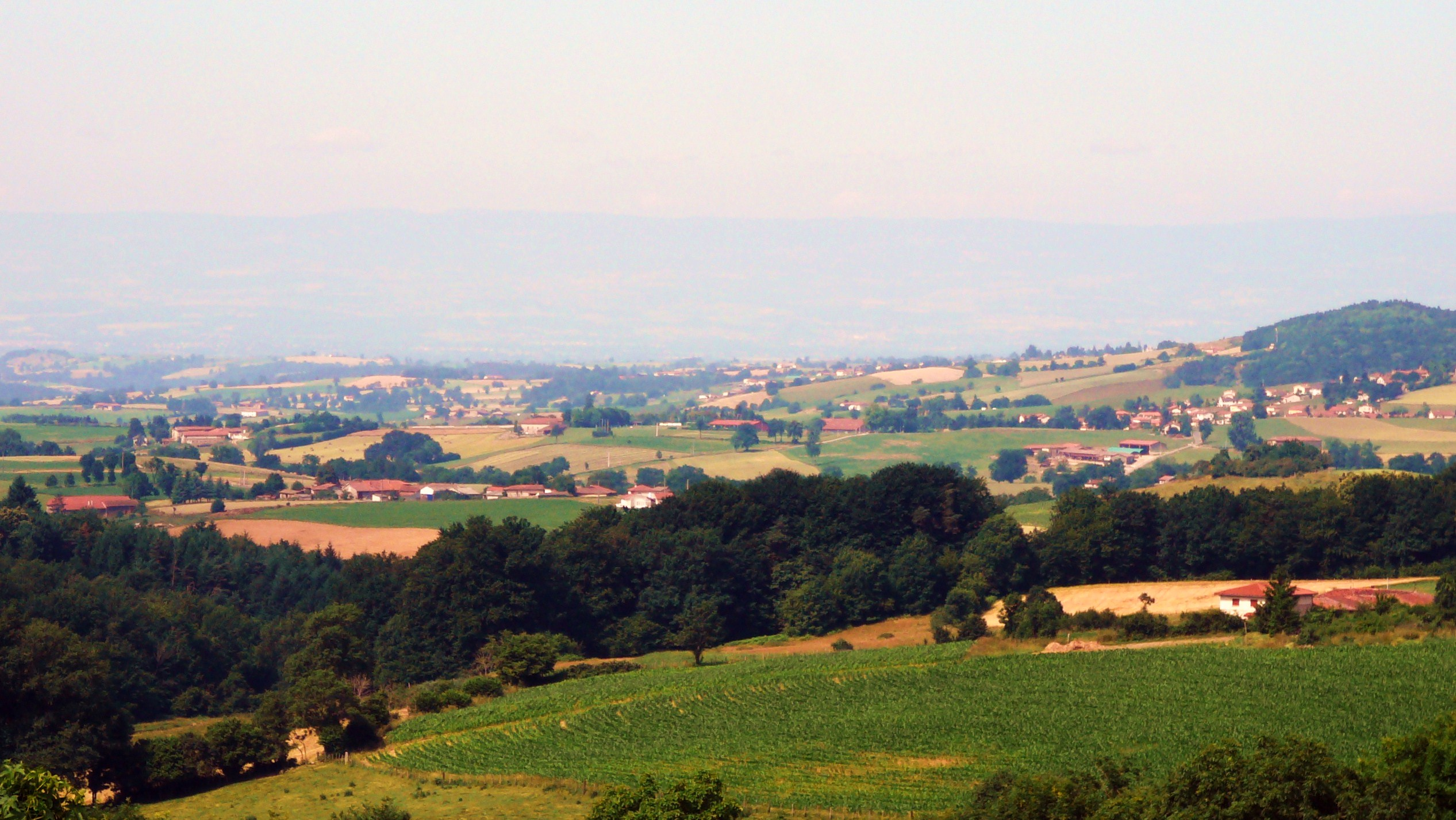
Panorama depuis la Chapelle-sur-Coise.
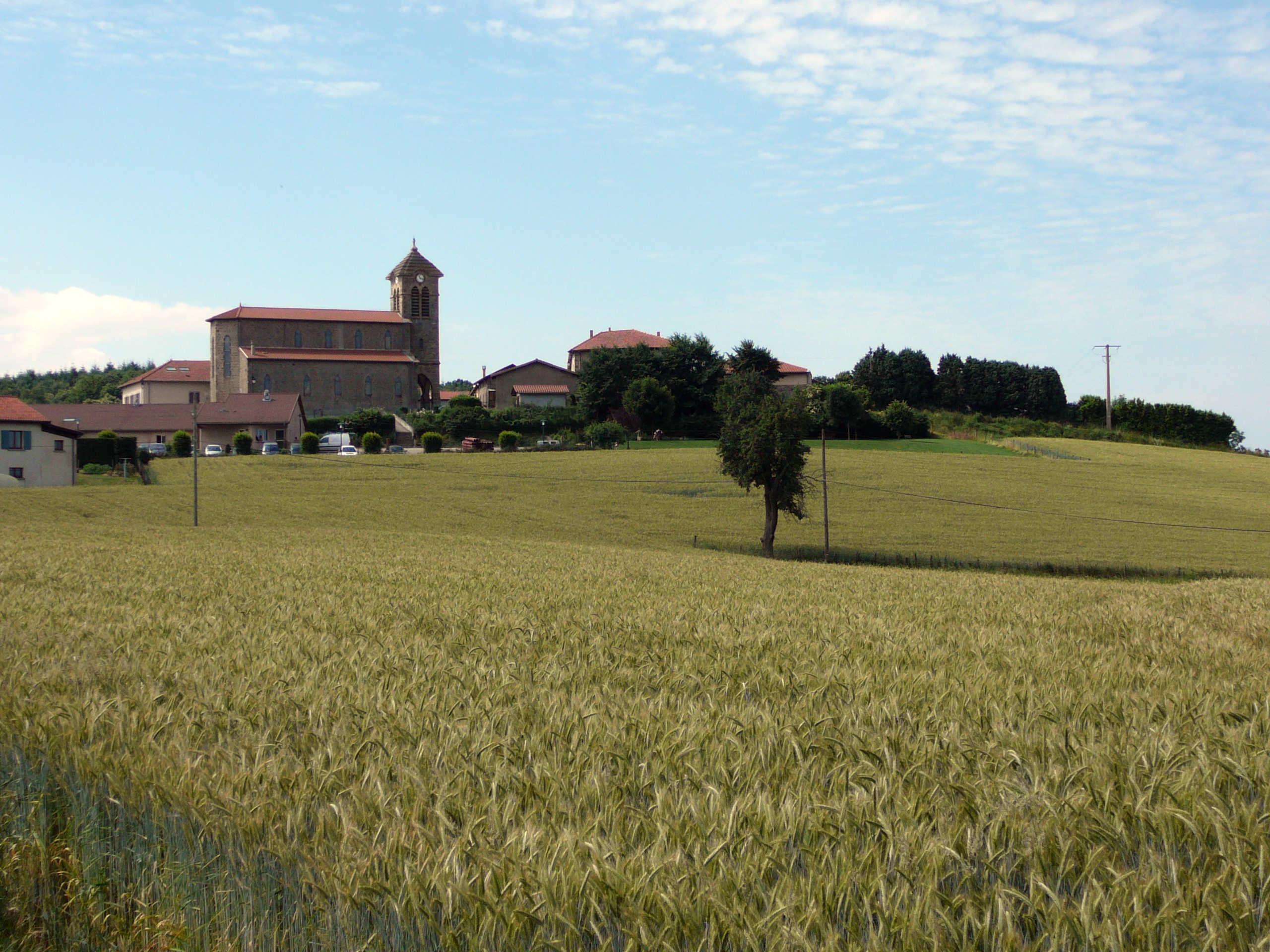
Le bourg de la Chapelle sur Coise.
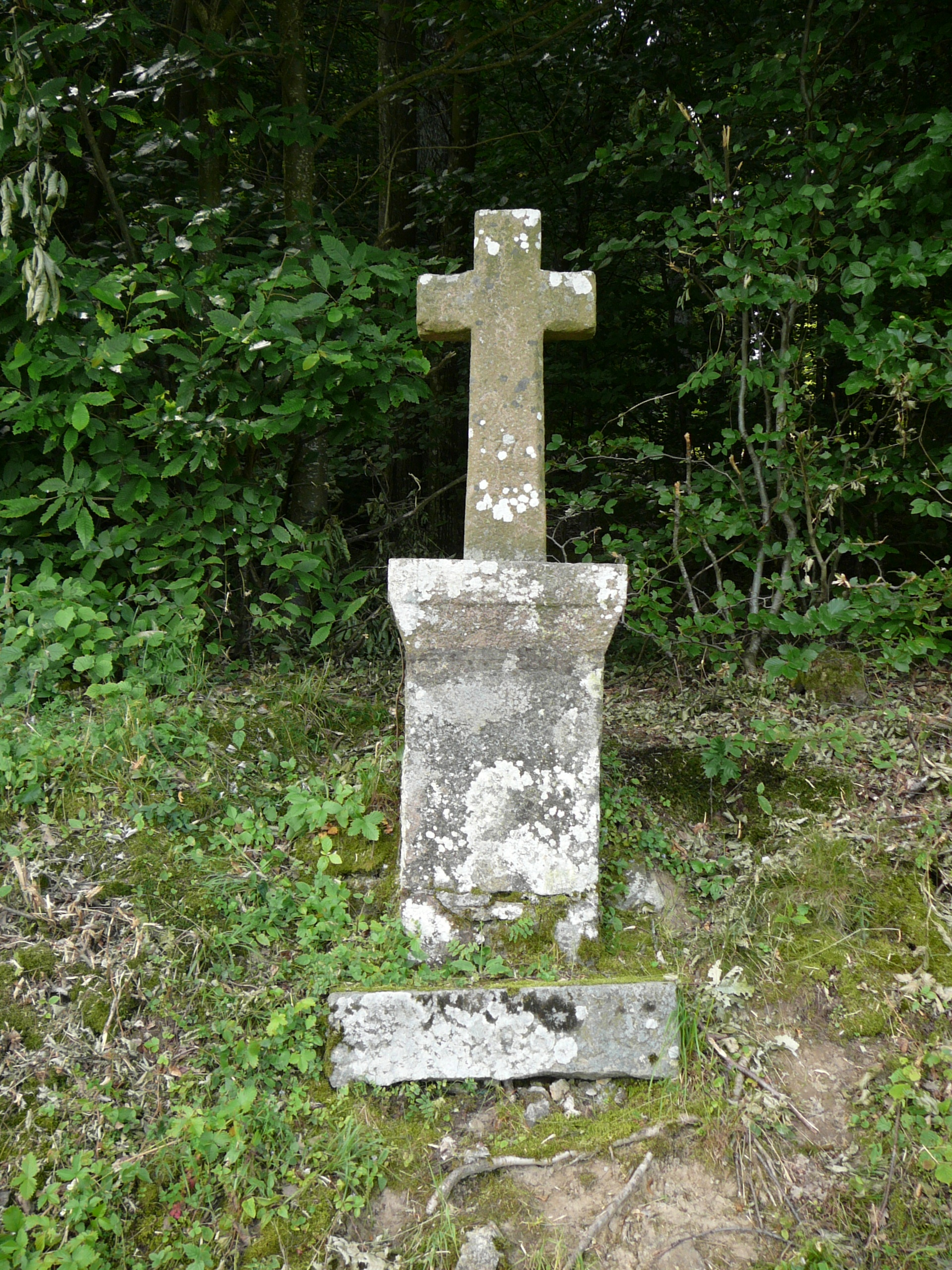
Calvaire.

### Les monuments aux morts

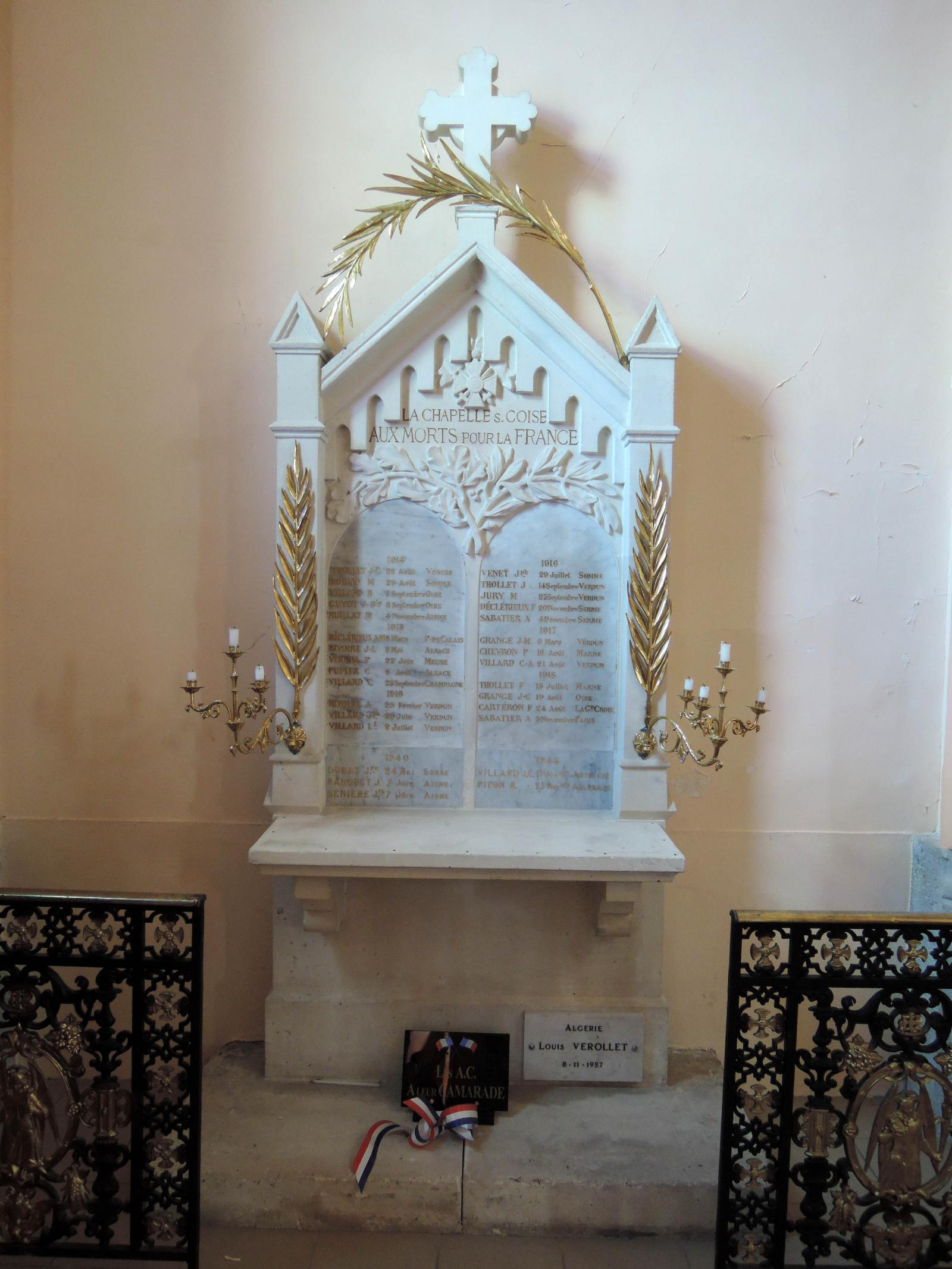
La Chapelle-sur-Coise (Rhône), monument aux morts de l'église.

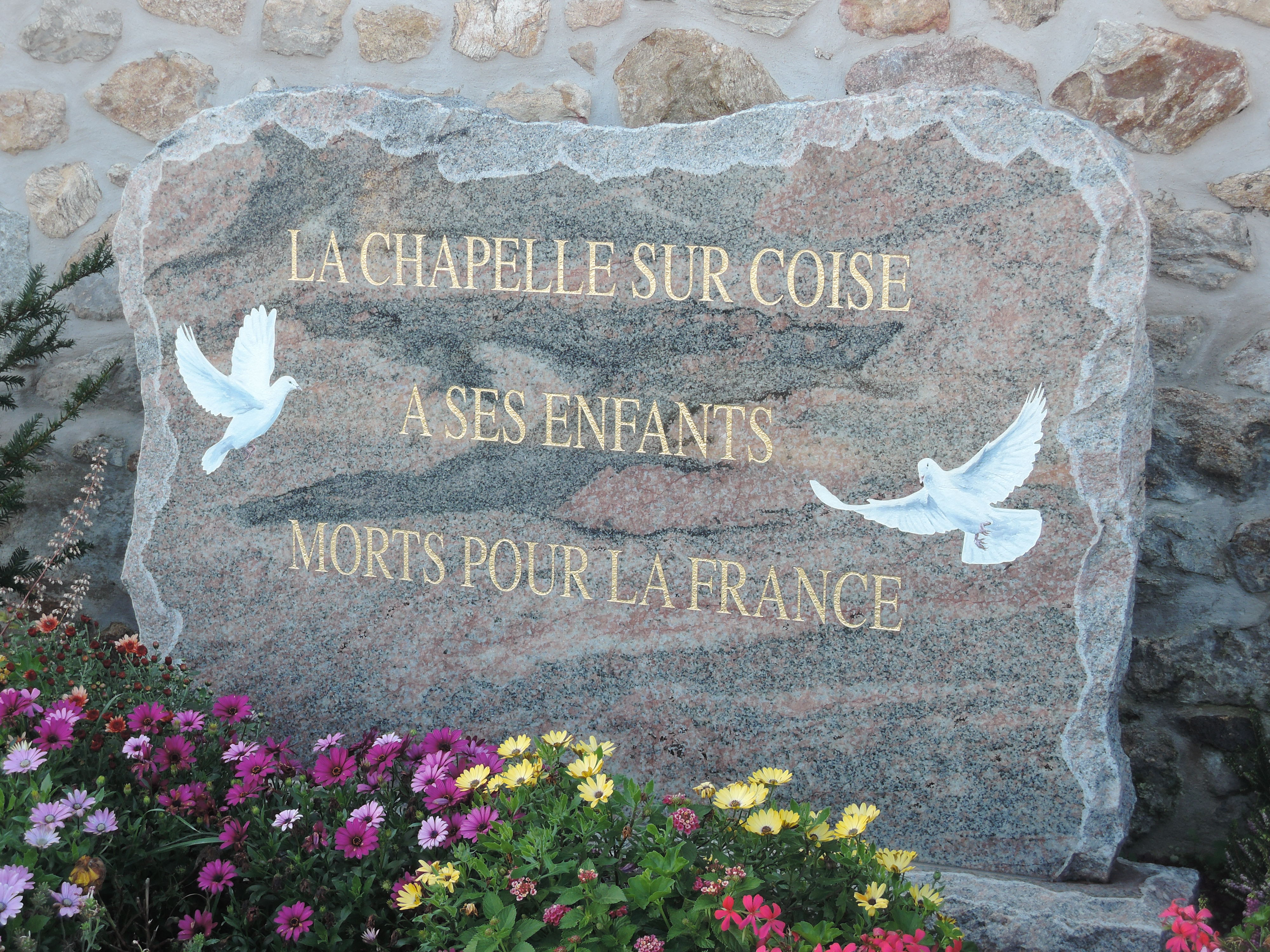
Monument aux morts de la Chapelle-sur-Coise (Rhône).

Dans l'église paroissiale, une stèle commémore le souvenir des morts de la commune en 1914-1918. Ce monument inauguré après la Première Guerre a fait office d'unique lieu de mémoire jusqu'à l'installation en 2011 d'une plaque au chevet de l'église, sans gravure de nom.

### Espaces verts et fleurissement
En 2014, la commune obtient le niveau « une fleur » au concours des villes et villages fleuris.